# Collinsia concolor
Collinsia concolor là một loài thực vật có hoa trong họ Mã đề. Loài này được Greene mô tả khoa học đầu tiên năm 1895.